# Jernej Pečnik
Jernej Pečnik, slovenski arheolog samouk,  * 24. avgust 1835, Cesta, † 12. junij 1914, Ljubljana.
Jernej Pečnik je v začetku opravljal več priložnostnih poklicev. Leta 1883 pa se je pričel zanimati za starinoslovje. Leta 1884 ga je Dragotin Dežman pridobil za sodelovca Kranjskega deželnega muzeja  in odtlej se je ukvarjal in preživljal samo še z arheološkimi izkopavanji. Deloval je na Kranjskem, še posebej na Dolenjskem, kjer je izkopal več pomembnih najdišč, med drugimi tudi Drnovo, Dobrnič, Magdalenska gora, Meniška vas in druge.
Svoja spoznanja, ki jih je pridobil pri arheoloških izkopavanjih, je združil v 6 arheoloških kart, leta 1904 pa je v Izvestjih Muzejskega društva za Kranjsko objavil članek Prazgodovinska najdišča na Kranjskem. To delo je bilo do začetka druge svetovne vojne najpopolnejši seznam arheoloških najdišč za osrednjo Slovenijo. Leta 1912 je izdal še drobno knjižico z naslovom Vojvodinja Kranjska v predzgodovinski dobi, ki je prva samostojna publikacija z arheološko vsebino, napisana v slovenskem jeziku.